# 根

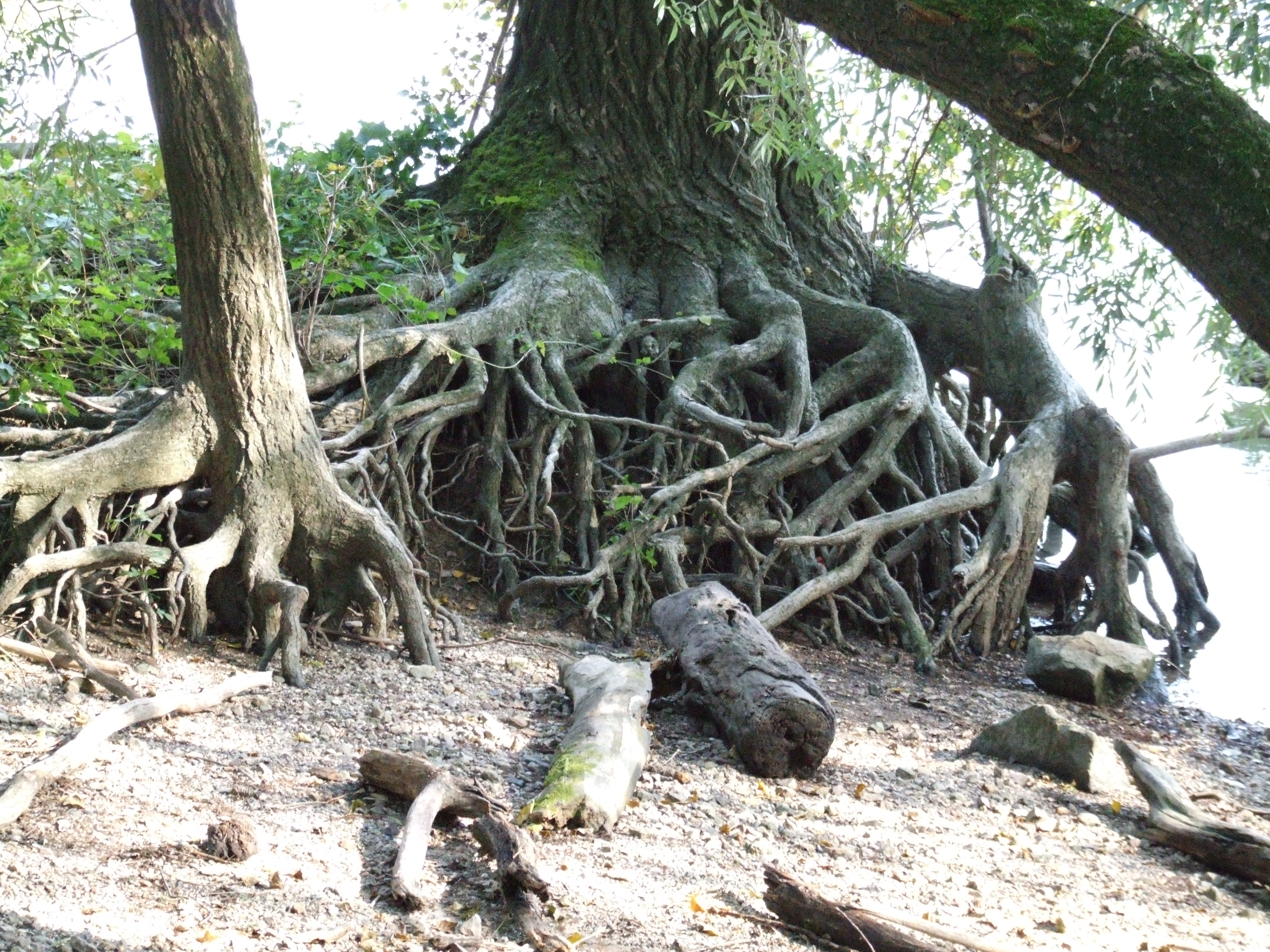
位于施派尔洪泛区的一棵树暴露的土壤侵蚀根茎部分

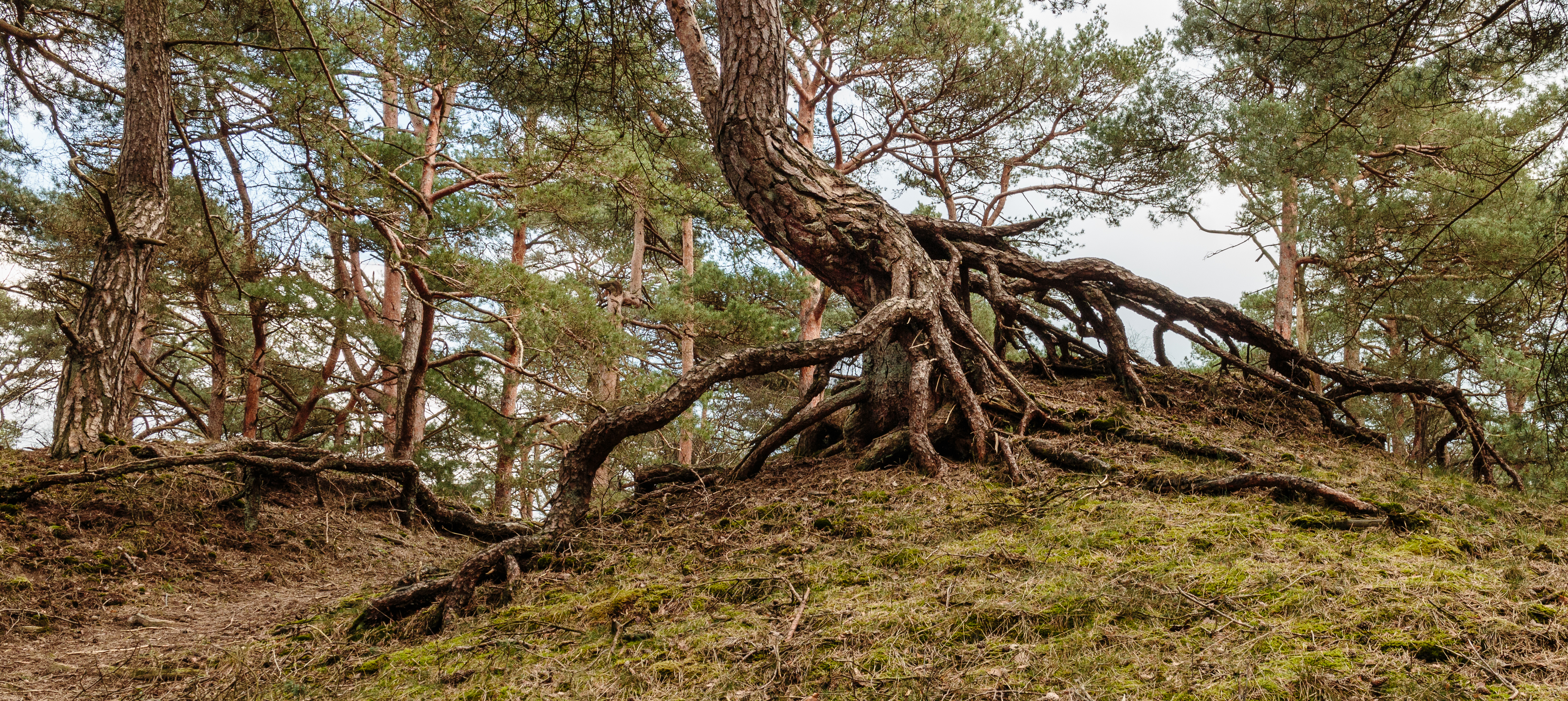
哈尔德韦克许尔斯霍斯特多棵树木的树根

根是维管束植物的营养器官之一，通常位于地表下面，负责吸收土壤里面的水分及养分，并且具有运输、支持及贮存植株合成的有机物质的作用。位于地表外的气生根（榕树）也属于根的一种。

## 组成
根由薄壁组织、维管组织、保护组织、机械组织和分生组织细胞组成的。

## 结构

### 根的纵切面

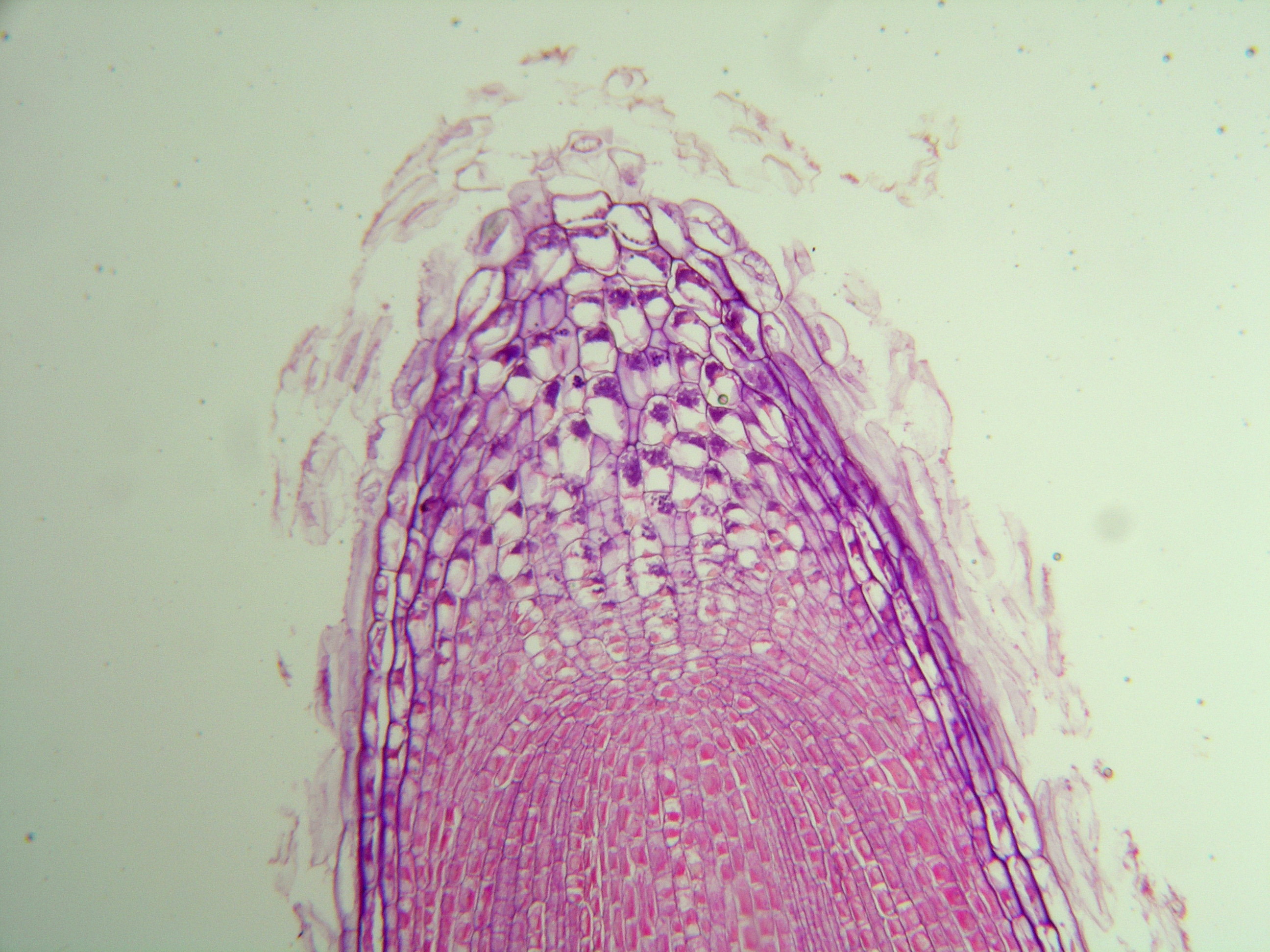
生长中的细根根尖

根部的纵向由下至上可分为四个区，最顶端的是帽状结构——根冠，以上是分生区和伸长区，再上则是带根毛的根毛区（成熟区）。
- 根冠位于根尖端分生组织的外层，由薄壁细胞构成的圆锥帽状结构，其细胞壁的高度黏质化可以减少根在往下生长过程中与土壤接触的摩擦力，起到保护根尖的作用。同时细胞中的造粉体还可保证根的向地生长，即保证其向地性（Gravitropism）。

- 分生区与根冠接壤处有一分生组织区（生长点），不断产生细胞补充根冠的磨损。上方是静止中心，细胞分裂活动停止，其作用是感受重力，控制细胞分裂，使根保持竖直向下生长。而在其纵切面上可划分三种分生组织，即表皮原，皮层原和中柱原。它们分裂分化后分别形成根部的表皮层、皮质和中柱。

- 伸长区的细胞由分生区细胞发展而来，分裂能力已减弱，细胞延长轴伸长。伸长活动会导致原生韧皮部和初生木质部损坏，使之出现缺层（Lacuna）。

- 根毛区细胞已是成熟的细胞。根毛由表皮中的毛细胞（Trichoblast）生成，可有效地增大植物根部的吸收区域。

### 根的横切面
可分为三种结构，由外往内分别为根被皮（又称表皮），皮層和中柱：
- 最外围的是保护组织根被皮（Rhizodermis）。

在老根中，根被皮通常会脱落。这时则有次生保护组织木栓行使保护功能。
- 往内是皮质。皮质大多由薄壁组织組成，其外側為外皮，內側為内皮層。

内皮细胞之间有加厚，称为卡氏带。外界的水分可以很容易的通过自由空间（即质外体）扩散穿过表皮和皮质，但不能自由穿过卡氏带。因此卡氏带起到调节水分吸收的作用。同时在根压的形成中，卡氏带也是一个重要角色。在内皮细胞当中，在原生木质部脊半径方向上，存在着通道细胞。它们壁薄，对水分具有通透性，使得水分能快速进入木质部。
- 內皮層包绕中柱。中柱有中柱鞘，木质部，韧皮部，薄壁组织或厚壁组织。

根的维管组织与茎不一样：茎的维管束木质部韧皮部呈束状排列在同一半径上；而在根部，两者以同心圆的方式相间排列。木质部韧皮部相间排列，外抵中柱鞘。而此两者都来源于中柱周鞘。这种由外向内发生方式被称为外始式，这也有别于茎内木质部外始式而韧皮部内始式的发生。中柱周鞘是初生分生组织；它是侧根，木栓的发源。同时，根的次级生长，主要是维管束的次级生长，也是中柱周鞘运动的结果。

### 双子叶与单子叶植物根的区别
而在双子叶和单子叶植物的排列又有所区别：
- 在双子叶植物中，木质部成星芒状，各个木质部射线在根中央相交，形成实心的中央；而韧皮部位于两束木质部之间，中间又少量薄壁细胞填充。
- 在单子叶植物中，中柱的中心常由薄壁组织（玉米）或厚壁组织（铃兰）填充，被称为髓；根据木质部形成的脊的数目，可以把植物分为二原，三原，四原，五原和超过五个以上的多原。单子叶植物比双子叶植物有更多的脊（14左右）。

### 根与茎的区别
根与茎的横切面很相似，区别是在茎内，在木质部之前分布有木射线。

## 根的生长

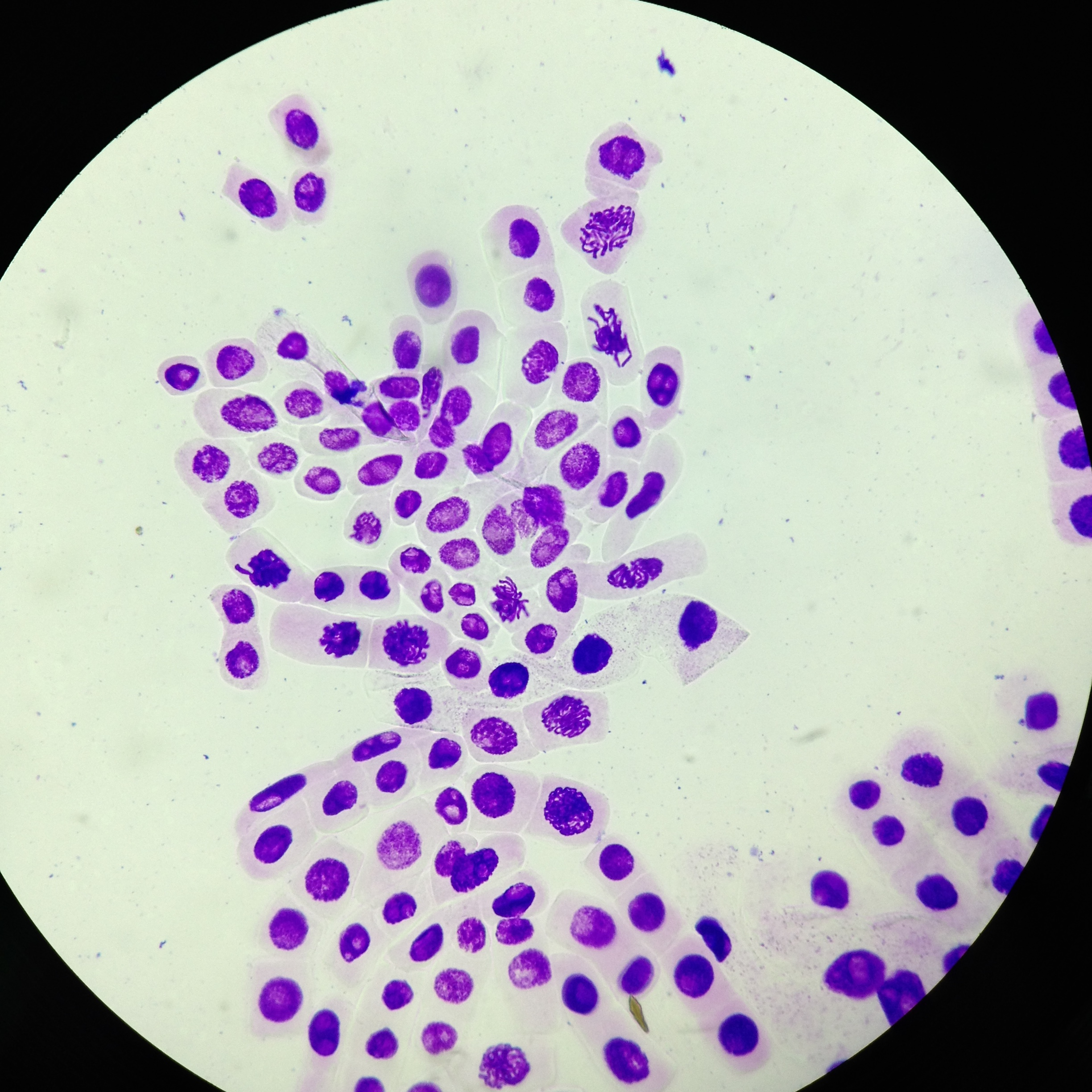
經解離和染色的大蒜根尖細胞，從圖中可見處於有絲分裂各個階段的細胞

根的生长分为初生生长（primary growth）和次生生长（secondary growth）。

### 初生生长
根来源于胚胎的胚根。种子萌发的时候，幼根向下生长，这是根顶端分生组织活动的结果。顶端分生组织一方面向下分化根冠组织，替换被磨损的根冠部分。另一方面向上分化细胞，中柱原，皮质原和表皮原将会分生出中柱（包括中柱鞘，维管束和填充的薄壁组织。中柱鞘是顶端分生组织分裂出来的，具有分生能力的组织。维管组织和薄壁组织则是被分化出来的具有特定功能的组织），皮质和根表皮。这就是根的初生生长。

### 次生生长
后来，根的维管形成层开始活动，向内不断产生次生木质部，向外分化出次生韧皮部，并不断把韧皮部的相对位置往外推。两者此时的关系已不是相间排列，而是初生韧质部在最外，往内是后分化的次生韧皮部，中间间以维管形成层，再往内接次生木质部，此三者成束状。束内有次生射线。而初生木质部则不在这个束状结构里，而是与之在根的横切面上呈同心圆相间排列。维管形成层的活动使得根的直径不断增大。而表皮部分木栓开始形成，形成更厚的木质化的保护组织替代衰老的、在根的生长过程中被磨损的表皮。这就是根的次级生长。

## 侧根
侧根是由中柱鞘细胞发生而来的。在侧根发生的部位，中柱鞘细胞突破皮层细胞向外生长，侧根顶端有顶端分生组织。根据主根与侧根的关系，可将植物的根划分为直根系和须根系两大根系。
①起源：中柱鞘的一定部位（根尖的成熟区）。
②形成过程：中柱鞘細胞脱分化→ 平周分裂(增加细胞层数) →各个方向分裂→ 新的生长点→ 突破皮层、表皮 →形成侧根
③主根与侧根的生长存在一定的相关性：主根切断促进侧根生长。
（2）侧根的分布规律： 
二原型———初生木质部辐射角两侧
三、四原型———正对初生木质部放射角 
多原型———正对初生韧皮部

## 根系
一株植物全部根的总称。种子发芽后，由胚根發育形成的圓柱狀軸根，是植物的主根；后来当植物发育到一定阶段，中柱的中柱鞘活动产生侧根。按其形态，可分为軸根系（tap root system）和须根系（fibrous root system）。
植物的生存环境（如土壤情况和水分分布）、气候状况（如湿度和温度），影响着根系的形态。一般来说，軸根系的深入土壤的深度大于须根系。一般木本植物的根深达10-12米。而生活在沙漠地区的骆驼刺可深入地下20米，以吸收地下水。单子叶植物，如禾本科的植物，其须根入土只有20-30厘米。论伸展的直径，木本科植物可达10-18米，超过其树冠直径。禾本科植物只有40-60厘米。木本科植物的根吸收面积最大可达400立方米。

### 軸根系
軸根系存在于双子叶植物中，特点是主根明显而发达，并且方向为竖直向下，侧根呈葡萄状分布于主根周围。

### 须根系
存在于蕨类和单子叶植物中，主根生长到一定阶段后即停止生长而不发达甚至萎缩，因此主根不明显。茎基部产生大量无主从分别的不定根，这些鬚狀細根不断长长，以致所有的根呈鬚状分布。

## 不定根
不定根是由植物其他營養器官（莖或葉）長出的根，而非由胚根發育而成的根。由於這些是由植物莖部中的「根源體」發育而成的鬚根組織，可由扦插、濕度控制誘發其長出。
通常不定根為鬚根，則支持根、氣生根及攀緣根也屬於不定根的一種。
不定根也具有吸收養分、水分的能力。
當使用莖部扦插、根插、葉片扦插及鱗莖繁殖所長出的根便是不定根。
此種根類可如同一般根部讓植物持續生長。
而並不是所有植物擁有大量的根源體使其發根，當植物體被破壞(修剪、風吹等）時便無法利用不定根存活，例如單子葉的棕梠科植物。

## 假根
较原始的陆生植物（如苔藓）没有维管组织，只有由单细胞或多细胞组成的假根，用以吸收水分和固定植物体。

## 变态根

### 支柱根

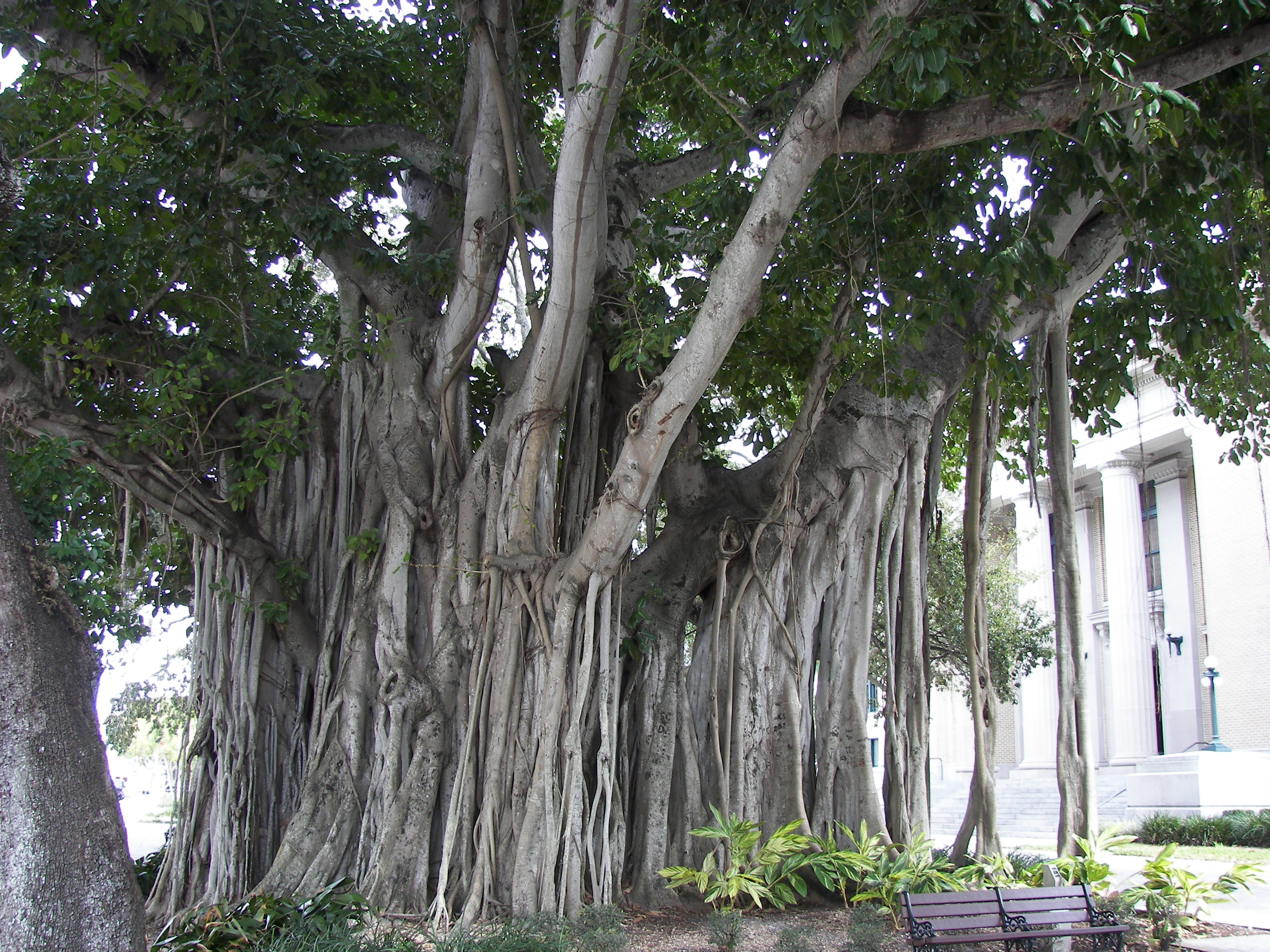
細葉榕的支柱根

有些植物能從莖幹上長出一些柱狀的不定根，向下伸入土中，以加强支持植物體，稱為支柱根。如榕樹、玉蜀黍、某些紅樹和露兜樹和浮萍等。

### 板根

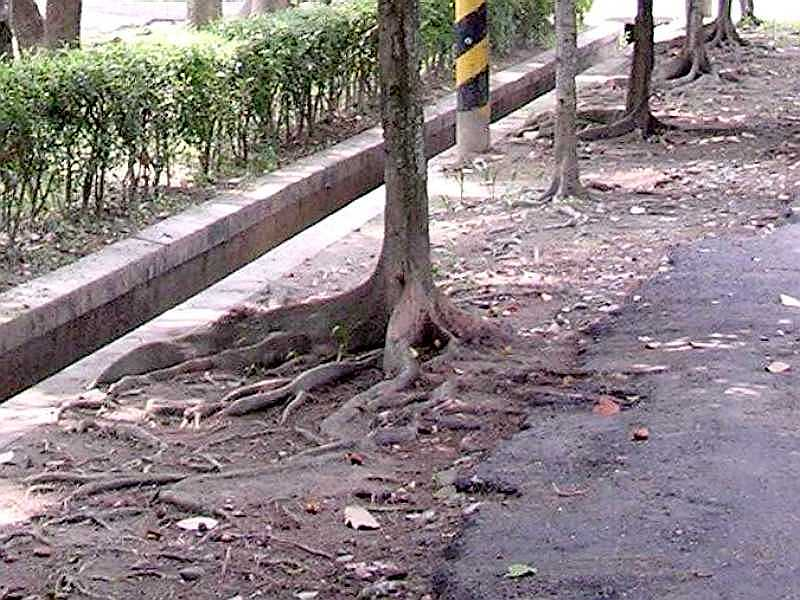
銀葉樹板根

板根成因主要是由於熱帶雨林雨水沖蝕地表而土壤淺薄，林木常為了加強支撐高大沉重的樹幹與樹冠以避免傾倒，主幹基部的根會向地面上方隆起生長，進而漸次向四周延伸形成板狀突起，此板狀地表根稱為板根。如銀葉樹、高山榕、印度榕等。
板根另一個成因則是植物老齡時根系已達地下水位，由於需要固著龐大的植物體而向地表四周延伸呈支架狀突起。如杜英、鳳凰木、木棉、木麻黄等。

### 气生根
有些植物的茎能长出不定根，暴露于空气中，称为气生根。除了吸收空气中的水分之外，还能攀缘在其他的物体上。这类植物包括榕树、玉米及蝴蝶蘭（林頭樹）等 。（参见条目气生根）

### 水生根
漂浮型水生植物不具根冠，无法固定植株，但可吸收水中养分的，如浮萍。此外，水培植物因适应水中环境而长出根毛退化的根系，也称为水生根。

### 附生根
有些植物的主根柔弱，必须从茎节上长出不定根攀附在其他的物体，称为附生根。具有此类附生根的植物有胡椒、常春藤等。

### 儲藏根
儲藏根的外形肥大，其內儲存丰富的养料和水分，以便在不良季节（乾季或冬季）时能讓植物利用；有塊根、球根、肉質軸根。可由主根膨大而成，如蘿蔔、胡蘿蔔；也可从侧面根或不定根膨大而成，如木薯、番薯等。

### 呼吸根

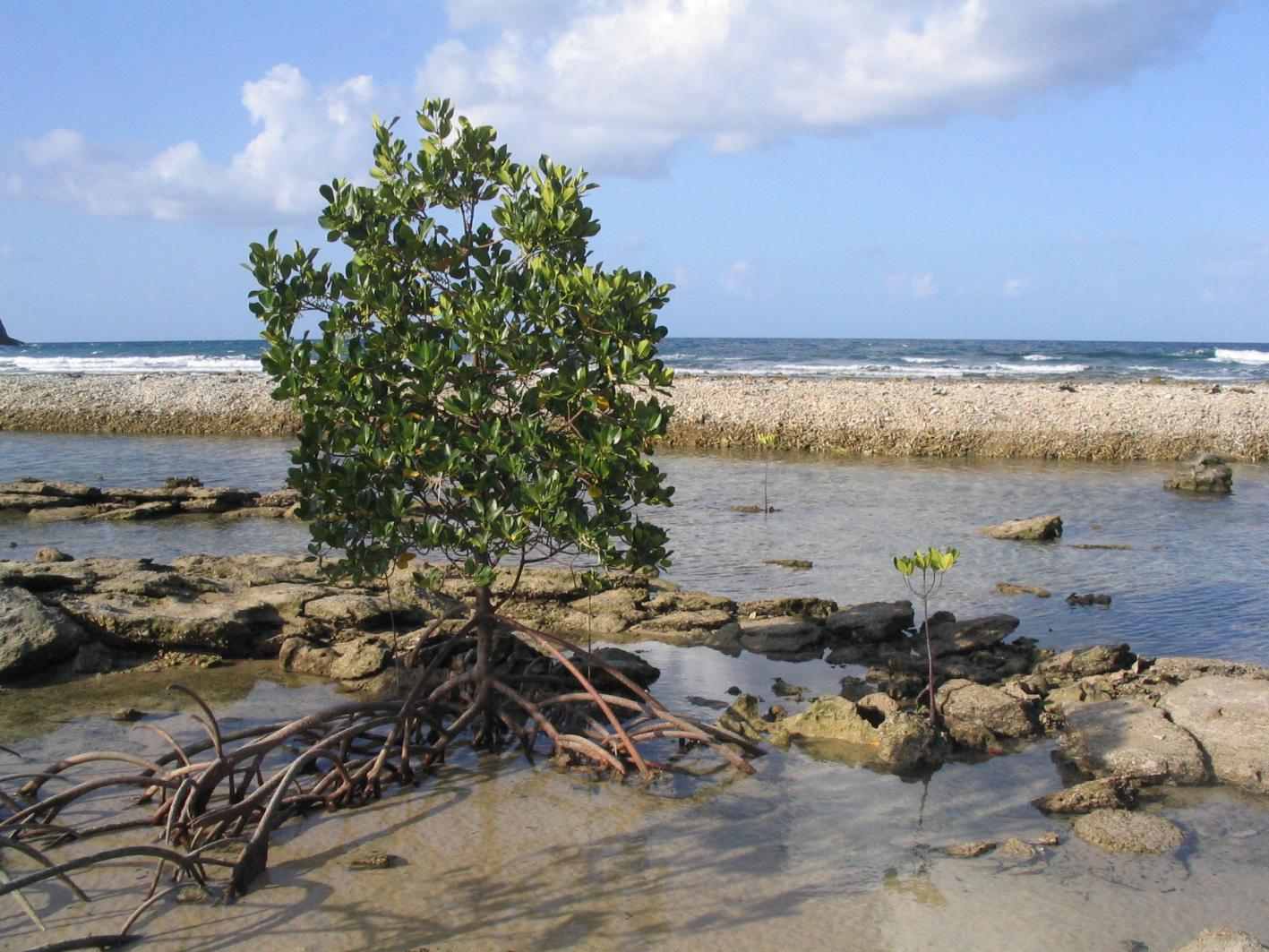
美國紅樹

生长在沼泽或者近海地带的植物，由于不能从土壤获得充足的氧气，支根暴露出泥沼表面，以协助植物体进行呼吸，称为呼吸根，如某些落羽松、海茄苳等红树林植物。

### 寄生根
某些寄生植物等能伸入寄主植物组织中，用以吸收营养物质的特化根状器官，这类的根属于寄生根。如槲寄生、菟丝子。

### 气囊根
漂浮植物的根可发展出气囊状结构，帮助植株浮于水面。如白花水龙。